# Raïon d'Aktsiabarski
Le raïon d'Aktsiabarski (en biélorusse : Акцябрскі раён, Aktsiabarski raïon) ou raïon d'Oktiabrski (en russe : Октябрьский район, Oktiabrski raïon) est une subdivision de la voblast de Homiel, en Biélorussie. Son centre administratif est la commune urbaine d'Aktsiabarski.

## Géographie
Le raïon couvre une superficie de 1 381,19 km2 dans le nord de la voblast. Il est arrosé par la rivière Ptsich, un affluent de la Pripiat et par l'Oressa. Les forêts occupent 58 % du territoire du raïon. Son altitude est comprise entre 125 et 176 m. Il est limité au nord par la voblast de Moguilev (raïon de Babrouïsk et raïon de Hlousk), à l'est par le raïon de Svetlahorsk, au sud par le raïon de Kalinkavitchy et le raïon de Petrykaw, à l'ouest par le raïon de Liouban (voblast de Minsk).

## Histoire
Le raïon a été fondé le 28 juin 1939. De 1944 à  1954, le raïon a appartenu à la région de Bobrouisk. Il a été supprimé en 1962 et rétabli en 1966.

## Population

### Démographie
Les résultats des recensements de la population (*) montrent une baisse de la population à partir des années 1970 ; cette diminution s'est considérablement accélérée dans les premières années du XXIe siècle :
| 1959*  | 1970*  | 1979*  | 1989*  | 1999*  | 2009*  |
| ------ | ------ | ------ | ------ | ------ | ------ |
| 23 962 | 24 545 | 21 986 | 20 544 | 20 235 | 15 989 |

### Nationalités
Selon les résultats du recensement de 2009, la population du raïon se composait de trois nationalités principales :
- 93,8 % de Biélorusses ;
- 3,8 % de Russes ;
- 1,3 % d'Ukrainiens.